# 地価税
地価税（ちかぜい）とは、 富裕層による投機目的需要(仮需要)による地価高騰抑制・地価の実需価格化を目的とした日本の税制度。または台湾における固定資産税に相当する税制度。

## 日本における地価税
日本では1991年に制定され、翌年から施行された地価税法（平成3年法律第69号）に基づき、一定の土地等を有する個人及び法人を納税義務者として課される国税・個別財産税の一つである。地価税の導入した背景には、1980年代のバブル景気による土地投機取引(仮需要)による異常な地価高騰2対する抑制目的があった。
実需に反した地価高騰は、特に都市部では、土地を持つ者と土地を持たざる者との資産格差を拡大させるとともに、地上げ屋による社会的混乱や、公共事業費の膨張といった不経済を招いていた。1991年にバブル崩壊すると、日本の土地に対する需要は落ち着いていき、実需価格となっていった。「(以後は)地価の急激な上昇はない」との見込みから、地価税は租税特別措置法71条により、1998年（平成10年）度より「当分の間」課税されないことになった(制度停止措置)。

### 非課税対象の広さと控除の甘さ問題
農地、1,000平方メートル以下の住宅用地(302.5坪以下。正方形なら縦横が各31.6m以下) 、公共用地・公益用地は地価税の非課税対象と定められていた。ただし、税率が0.3%と低い点、基礎控除を10億円と甘い設定した点，さらに資産運用として購入するマンションなども1,000平方メートル以下だと非課税になっている点など欠陥が指摘されていた。
定額の基礎控除の推移については1996年（平成8年）以前は10億円又は15億円であった。制度停止の前年である1997年（平成9年）には、5億円、8億円又は10億円と基礎控除額は減額された。かなり甘い控除も設けられたことから、結果として1997年時点の主な納税者は5億円超え土地を保有する大企業となっていた。

## 台湾（中華民国）における地価税
台湾（中華民国）には、日本の固定資産税に相当する「地価税」がある。
中華民国の公的土地評価制度としては、日本の地価公示に相当する土地公告現値（毎年7月1日時点の土地価格）、日本の固定資産税評価額に相当する公告地価がある。